# Crédit Mutuel
Crédit Mutuel er en fransk bankkoncern med hovedkvarter i Paris. Banken er en andelskasse og har over 30 mio. kunder. Historien begyndte med andelsbevægelsen inspireret af Friedrich Wilhelm Raiffeisen i Alsace-Lorraine under tysk styre i 1880'erne. Crédit Mutuel er medlem af International Raiffeisen Union (IRU).